# Russischer Löwenzahn

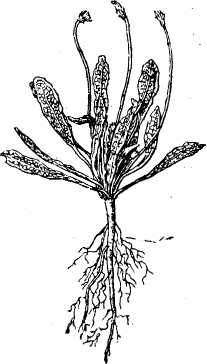
Botanische Illustration

Der Russische Löwenzahn (Taraxacum kok-saghyz, auch Taraxacum koksaghyz) ist eine Pflanzenart aus der Gattung Löwenzahn (Taraxacum) (Taraxacum) in der Familie der Korbblütler (Asteraceae). Sie ist ursprünglich in Kasachstan und im westlichen Xinjiang beheimatet. Diese Art wird zurzeit intensiv erforscht, um Naturkautschuk zu gewinnen.

## Beschreibung

### Erscheinungsbild und Laubblatt
Der Russische Löwenzahn ist eine ausdauernde krautige Pflanze, die Wuchshöhen von 4 bis 15 cm erreicht. Sie enthält in allen Teilen einen weißen Milchsaft.
Die Laubblätter stehen in einer grundständigen Rosette zusammen. Der Blattstiel ist blassgrün und geflügelt. Die einfache, bläulich-gräulich-grüne, mehr oder weniger fleischige Blattspreite ist bei einer Länge von 3 bis 7 (bis 10) cm und einer Breite von 1,2 bis 3 cm schmal bis breit verkehrt-lanzettlich. Der Blattrand ist entfernt gezähnt bis regelmäßig gelappt bis fiederteilig. Die zwei oder drei, bis selten fünf Paare Seitenlappen sind breit dreieckig. Die Blattspreite besitzt höchstens wenige spinnenförmige Haare (Trichome) oder ist kahl.

### Blütenstand und Blüte

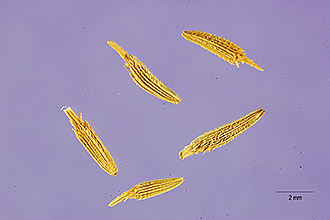
Achänen des Russischen Löwenzahns

Die Blütezeit reicht in China vom späten Frühling bis zum frühen Sommer. Der hellgrüne bis rosafarbene Blütenstandsschaft besitzt spinnenförmige Haare und überragt die Laubblätter mehr oder weniger. Der körbchenförmige Blütenstand besitzt einen Durchmesser von 2 bis 3 cm. Die nicht dachziegelförmig übereinander angeordneten 8 bis 13 äußeren Hüllblätter sind hellgrün, manchmal im Licht auch violett erscheinend und eilanzettlich bis schmal eiförmig. Die äußeren Hüllblätter sind bei einer Länge von 5,5 bis 7 mm und einer Breite 1,2 bis 2,2 (1 bis 2,5) mm kürzer, als die inneren Hüllblätter. Sie sind leicht angedrückt bis aufrecht, der Rand ist weißlich hellgrün oder häutig. Die inneren Hüllblätter sind 8 bis 12 mm lang mit einem dünnen 1 bis 2 mm langen Horn am oberen Ende. Die Zungenblüten sind hellgelb, die inneren sind dabei gelb gezähnt am oberen Ende. Die Narben sind intensiv gelb.

### Frucht
Die hell-gräulich strohbraune Achäne verschmälert sich bei einer Länge von 2,8 bis 3,8 mm und einer Breite von 0,7 bis 0,9 mm allmählich zu einer fast zylindrischen, zapfenartigen Form. Sie sind mehr oder weniger dicht bedornt und sind kegelförmig abgeflacht mit einem 3 bis 4,5 mm langen Schnabel. Der weiße Pappus weist eine Länge von 3,5 bis 4,5 mm auf.

### Chromosomenzahl
Die Chromosomenzahl beträgt 2n = 16 bei einem diploiden Chromosomensatz.

## Vorkommen
Die ursprüngliche Heimat ist Kasachstan und das westliche Xinjiang.
Der Russische Löwenzahn bevorzugt sandige bis lehmige und tonige Böden, die gut drainiert, aber feucht sind. Er kann auf sauren, neutralen und sogar stark alkalischen Böden wachsen. Es wächst sowohl im Halbschatten, als auch im vollen Tageslicht.

## Taxonomie
Die Erstbeschreibung von Taraxacum koksaghyz erfolgte 1933 durch Leonid Efimovic Rodin in Trudy Botanicheskogo Instituta Akademii Nauk S S S R. Ser. 1, in: Flora i Sistematika Vysshikh Rastenii. Moscow & Leningrad, 1, S. 187–189, Figur 1–10. Ein Synonym für Taraxacum kok-saghyz Rodin ist Taraxacum brevicorniculatum Korol.
Das Artepitheton koksaghyz leitet sich vom turksprachigen kok-sagiz ab, wobei die Wörter kok „Wurzel“ und sagiz „Gummi“ bedeuten.

## Verwendung
Der Russische Löwenzahn wurde 1931 im Tian-Shan-Gebirge in Kasachstan entdeckt, als nach einer einheimischen Quelle für Kautschuk in der damaligen Sowjetunion gesucht wurde. Die deutsche Kautschuk-Forschungsgesellschaft untersuchte in den 1930er Jahren unter anderem auch einige in den gemäßigten Breiten kultivierbare Pflanzenarten, darunter Taraxacum koksaghyz L.E.Rodin und es wurden mittlere Kautschukgehalte in den Wurzeln von 17 % ihrer Trockensubstanz angegeben. Bereits 1941 wurde auf 67.000 ha 30 % des sowjetischen Kautschukverbrauchs erzeugt. Auch in anderen Ländern wurde er erforscht und angebaut, so auch im Deutschen Reich unter dem Projekt Kok-Saghys. In der 1942 im KZ Auschwitz eingerichteten, von SS-Obersturmbannführer Dr. Joachim Caesar geleiteten Forschungsstation für Pflanzenkautschuk waren 150 bis 250 Zwangsarbeiter eingesetzt.  Nach dem Zweiten Weltkrieg wurde der Russische Löwenzahn aber bald von Hevea brasiliensis verdrängt, auch in der Sowjetunion. Erst seit der Jahrtausendwende wird er wieder als Kautschukersatz in Erwägung gezogen.
Im Norden von Deutschland erfährt der Anbau von Taraxacum koksaghyz neuerdings (Stand 2019) eine Renaissance.

### Kautschukersatz
Nach dem Zweiten Weltkrieg in Vergessenheit geraten, wird der Russische Löwenzahn seit einigen Jahren wieder als potentielle Rohstoffpflanze für Kautschuk betrachtet und in Europa und Nordamerika erforscht. Ziel der Forschungen ist es, aus dem Russischen Löwenzahn verwertbaren Löwenzahn-Kautschuk als Alternative zum heute gebräuchlichen Naturkautschuk aus dem Milchsaft des Kautschukbaums (Hevea brasiliensis) und synthetischen Kautschuk zu gewinnen. So liefert der Russische Löwenzahn 1 Milliliter Kautschuk pro Pflanze. Zudem bietet der kurze Lebenszyklus von sechs bis acht Monaten und die Möglichkeit der Gewebekulturen zusätzliche Vorteile gegenüber anderen potentiellen Kautschuklieferanten. Die Kautschukpartikel, die aus dem Russischen Löwenzahn gewonnen werden, sind denen aus Hevea brasiliensis sehr ähnlich. Sie enthalten sehr reines Poly(cis-1,4-isopren) mit einer hohen molekularen Masse.

### Sonstige Verwendung
Die Hauptwirkstoffe sind Sesquiterpenlacton-Bitterstoffe (Tetrahydroridentin B, Taraxacolid-β-D-glucodid und andere), ein Phenolcarbonsäurederivat (Taraxosid), und Triterpene (Taraxasterol und dessen Derivate) und Inulin. Dadurch stellt der Russische Löwenzahn ein interessantes Ziel für die pharmazeutische Industrie dar.